# نيكو كيجوسكي
نيكو كيجوسكي (بالألمانية: Niko Kijewski) هو لاعب كرة قدم ألماني في مركز الدفاع، ولد في 28 مارس 1996 في أوسنابروك في ألمانيا. لعب مع آينتراخت براونشفايغ.

## وصلات خارجية
- نيكو كيجوسكي على موقع الاتحاد الأوربي (الإنجليزية)
- نيكو كيجوسكي على موقع قاعدة بيانات كرة القدم.إي يو (الإنجليزية)
- نيكو كيجوسكي على موقع Soccerway.com (الإنجليزية)
- نيكو كيجوسكي على موقع عالم كرة القدم.نت (الإنجليزية)